# بیماری هلندی اقتصاد ایران
بیماری هلندی اقتصاد ایران عارضه ای در اقتصاد کلان ایران است. بیماری هلندی دو مرتبه به علت افزایش قیمت نفت در بازار جهانی و در پی آن افزایش چشمگیر درآمد صادرات نفت ایران بروز کرده‌است. بار نخست از ۱۳۵۳ تا ۱۳۵۶ در زمان حکومت پهلوی رخ داد و منجر به کاهش رشد اقتصادی و افزایش تورم شد. بار دوم نیز این بیماری از حدود سال ۱۳۸۵ تا ۱۳۹۰ در زمان ریاست جمهوری محمود احمدی‌نژاد رخ داد.
آثار بیماری هلندی تا دهه ها بعد، از جمله سالهای اغازین دهه ۹۰ نیز تداوم یافت.در سالهای پس از انقلاب برنامه های سوم برای حل این مشکل اقداماتی صورت گرفت.